# Practice Squad
Der Practice Squad (PS, ehemals Developmental Squad, auch Taxi Squad genannt; in der Canadian Football League (CFL) Practice Roster) ist in der National Football League (NFL) der Teil eines American-Football-Teams bzw. in der Canadian Football League der Teil des Canadian-Football-Teams, der zwar an allen Trainingseinheiten teilnimmt, allerdings nicht zum 53 Spieler (NFL) bzw. 46 Spieler (CFL) umfassenden spielberechtigten Hauptkader gehört. Der Practice Squad eines Teams umfasst maximal 16 Spieler, in der CFL zehn, zeitweise auch fünfzehn. Sie verdienen meist weniger als Spieler im Hauptkader. Sie dürfen jederzeit in den Hauptkader eines anderen Teams wechseln, jedoch nicht in den Practice Squad eines anderen Teams. Die Rahmenbedingungen werden im NFL Collective Bargaining Agreement (dt. NFL-Tarifvertrag) bzw. CFL Collective Bargaining Agreement festgehalten.
Auch im Eishockey sind Practice Squads bekannt. Die American Collegiate Hockey Association (ACHA) und die National Women’s Hockey League (NWHL) haben Practice Squads, die pro Team sechs Spieler umfassen.

## Zweck
Practice Squads werden genutzt, um Spieler mit Potential zu entwickeln. Sie dienen auch dazu, verletzungsbedingte Ausfälle schnell zu ersetzen, da diese Spieler bereits die Abläufe und Spielzüge kennen. Zusätzlich werden hier unsichere Kandidaten über längere Zeit beobachtet und auf ihre Tauglichkeit überprüft. Practice-Squad-Spieler werden jedoch auch eingesetzt, um im Training die gegnerische Mannschaft zu simulieren.

## Gridiron Football

### NFL

#### Geschichte
1946 begrenzte die All-America Football Conference (AAFC) die Kadergröße auf 33 Spieler. Der Head Coach der Cleveland Browns, Paul Brown, hatte jedoch die Befürchtung, dadurch gute Talente entlassen zu müssen, und überzeugte den Inhaber der Browns, Arthur B. McBride, zusätzliche Spieler auf die Gehaltsrechnung seiner Taxifirma Zone/Yellow Cab company of Cleveland zu setzen. Diese Spieler arbeiteten nie für die Taxifirma, warben jedoch für sie. In der Folgezeit begannen weitere Footballteams die Taxi Squad genannten Mannschaftsteile zu etablieren, weshalb die NFL Practice Squads einführte. 1989 wurden sie unter dem Namen Developmental Squad eingeführt, die auf sechs Spieler begrenzt war. Im folgenden Jahr wurde das Developmental Squad in Practice Squad umbenannt und die Anzahl der Spieler auf fünf begrenzt. Im Juli 1991 wurden die Practice Squads abgeschafft, jedoch bereits einen Monat später wieder eingeführt. Das Maximum betrug fünf, das Minimum drei Spieler. Ab 1992 gab es kein Minimum mehr.
Im Jahr 2004 beschlossen die Teambesitzer die Erweiterung auf acht Spieler. Gleichzeitig nutzte die NFL erstmals die Practice Squads von vier Teams für das International Development Practice Squad Program. Im Zuge dieses Programms stellte sie nicht-amerikanischen Spielern einen Platz im Practice Squad eines NFL-Teams zur Verfügung, den sie die gesamte Saison über innehatten. 2005 wurde das Programm auf acht Teams erweitert, drei Jahre später auf sechzehn. Im Jahr 2014 wurden die Practice Squads auf zehn Spieler ausgeweitet und das International Development Practice Squad Program ausgesetzt. 2017 wurde es unter dem neuen Namen International Player Pathway Program wieder eingesetzt. Im März 2020 wurde mit der Verabschiedung eines neuen CBAs die Erweiterung des Practice Squads auf zwölf Spieler in den Saisons 2020 und 2021 bzw. 14 ab der Saison 2022 beschlossen.
Aufgrund der COVID-19-Pandemie wurden für die Saison 2020 die Practice-Squad-Regeln abgeändert. Unter anderem wurde eingeführt, dass ab Dienstag 16 Uhr Ostküstenzeit eines jeden Spieltags bis zu vier Spieler geschützt werden können. Diese können dann bis zum Ende aller Spiele nicht von anderen Mannschaften verpflichtet werden. Des Weiteren wurde die Anzahl der Practice-Squad-Spieler auf 16 erhöht. 2021 wurde die Anzahl auf 14 Spieler festgelegt und zur Saison 2022 permanent auf 16 festgelegt.

#### Einsätze und Wechsel
Spieler im Practice Squad können in den Spielen der Regular Season nicht eingesetzt werden, haben aber die Möglichkeit, während der Saison „aktiviert“ zu werden, zum Beispiel bei Verletzung eines Spielers im Hauptkader, oder aufzurücken auf einen freien Platz im Hauptkader bei guten Trainingsleistungen. Ein Spieler im Practice Squad kann jederzeit in den Hauptkader eines anderen Teams wechseln – mit Ausnahme des nächsten Gegners. Dieser muss einen Spieler mindestens sechs Tage (zehn Tage, wenn sie zuvor eine spielfreiche Woche hatten) vor dem Spiel gegeneinander verpflichten. Diese Regelung soll verhindern, dass ein Spieler nur verpflichtet wird, um Informationen über das Playbook des Gegners zu erhalten. Um in den Practice Squad eines anderen Teams zu wechseln, muss ein Spieler zuvor von seinem Team entlassen werden. Die Spieler des International Development Practice Squad program konnten während der Saison weder entlassen werden, noch konnten sie in den Hauptkader aufrücken. Bevor ein Spieler für den Practice Squad verpflichtet werden kann, muss er das Waiver-Prozedere durchlaufen haben. Aus diesem Grund wird der Practice Squad erstmals einen Tag nach der Verkleinerung der Kadergröße auf 53 Spieler kurz vor Saisonbeginn zusammengestellt. Dies gilt auch, wenn ein Spieler aus dem Practice Squad in den Hauptkader der eigenen Mannschaft berufen wurde. Um zurück in den Practice Squad zu kommen, muss er erst entlassen werden und das Waiver-Prozedere erneut durchlaufen haben. Seit Juni 2010 kann ein Spieler des Practice Squads kurzfristig auch für ein Spiel in den Hauptkader berufen werden, wenn es eine vermutete oder bestätigte ansteckende Krankheit unter den Spielern gibt. Dabei bleibt der Spieler jedoch unter seinem Practice-Squad-Vertrag und muss nicht anschließend entlassen werden, sondern kehrt nach einem Spiel automatisch in den Practice Squad zurück.
Wenn sich ein Practice-Squad-Spieler verletzt, kann er auf der Practice Squad/Injured Reserve platziert werden. Sie verhält sich technisch wie die Injured Reserve List und macht deshalb einen Platz im Practice Squad frei.
Zur Saison 2020 wurde mit dem neuen CBA zudem die Möglichkeit geschaffen, zwei Practice-Squad-Spieler pro Woche in den Hauptkader zu befördern, der sich dadurch auf 55 Personen vergrößert. Jeder dieser Practice-Squad-Spieler darf maximal zweimal in den Practice Squad zurückkehren, ohne vorher das Waiver-Verfahren durchlaufen zu müssen. Zur Saison 2022 wurde die Möglichkeit auf dreimal pro Spieler erweitert.

#### Berechtigte Spieler
Für den Practice Squad sind nur Spieler verfügbar, die weniger als eine Saison in der NFL gespielt haben. Eine Saison wird als gespielt betrachtet, wenn der Spieler neunmal oder öfter im 46-Mann-Kader (vor 2011 45-Mann-Kader) für einen Spieltag war. Die Maximaldauer für den Aufenthalt im Practice Squad betrug bis zur Abschaffung 2020 zwei Saisons, konnte aber auch auf drei Spielzeiten verlängert werden, wenn in den zwei Saisons zu keinem Zeitpunkt ein freier Platz im 53-Mann-Kader bestand. Eine Saison wurde bereits nach sechs Wochen, bis 2013 nach drei Wochen, im Practice Squad angerechnet. 2014 und 2015 durften bis zu zwei Plätze im Practice Squad auch an Spieler vergeben werden, die bereits bis zu zwei Accrued Seasons (AS, dt. angesammelte Saison) haben. Eine Accrued Season wird dabei nach sechs Wochen unter Vollbezahlung (53-Mann-Kader, Injured Reserve List und Physically Unable to Perform) angerechnet. 2016 wurde die Anzahl der Spieler auf vier angehoben. Diese Ausnahme erlaubte beispielsweise, dass die Miami Dolphins LaMichael James für ihren Practice Squad verpflichten konnten. Eine Ausnahme stellte die Saison 1991 dar, in der nur Rookies für den Practice Squad verfügbar waren.
2020 durften die Mannschaften zusätzlich zu den bisherigen zehn Spielern bis zu sechs Spieler mit unbegrenzt vielen Accrued Seasons in den Practice Squad aufnehmen. Ohne die COVID-19-Pandemie hätte die Anzahl zwei betragen, wie sie auch für die folgenden Saisons geplant ist.

#### Gehalt
1989 waren die Gehälter für Practice-Squad-Mitglieder auf 1.000 Dollar festgelegt. Nachdem die NFL wegen illegaler Preisabsprache verklagt wurde, erfolgte 1990 die Umstellung auf ein Mindestgehalt von 3.000 Dollar. Der Prozess endete 1992 mit einer Verurteilung zu einer Geldstrafe von 30 Millionen Dollar. Die Bezahlung von Practice-Squad-Mitgliedern erfolgt wöchentlich und betrug in der Saison 2016 mindestens 6.900 Dollar pro Woche, würde in der 17 Wochen dauernden Saison also 117.300 Dollar betragen. Erreicht das Team eines Spielers die Play-offs, so erfolgt die Bezahlung mit jeder Woche, in der das Team in den Play-offs verbleibt, weiter. Der Mindestverdienst liegt damit deutlich unter dem Gehalt aktiver Spieler, die 2016 ein Gehalt von mindestens 450.000 Dollar erhielten. Eine Höchstgrenze existiert nicht. So erhielt Isaiah Battle in der Saison 2015 von den St. Louis Rams ein Gehalt von 25.588 Dollar pro Woche. Eine Besonderheit stellte die Saison 1991 dar, in der die Minimalausgaben für den Practice Squad 280.000 Dollar und die Maximalausgaben 375.000 Dollar betrugen. Ein aus dem Practice Squad in den 53-Mann-Kader berufener Spieler erhält mindestens drei Wochengehälter, selbst wenn er weniger als drei Wochen dort verbleibt. Da ein aus dem Practice Squad in den Hauptkader berufener Spieler automatisch einen Vertrag über das Mindestgehalt unterschreibt, verdient er immer mindestens 79.412 Dollar ({\displaystyle {\tfrac {3}{17}}\cdot 450\,000\,\$}). Dies gilt nicht für Spieler, die aufgrund der Ausnahmeregelung für ansteckende Krankheiten in den Hauptkader berufen wurden, sie erhalten nur 1/17 des Mindestgehaltes. Verletzt sich jedoch einer dieser Spieler während des Spieles oder im vorangegangenen Training so schwer, dass er die Anforderungen an Practice-Squad-Spieler nicht erfüllen kann, so muss er so lange unter weiterlaufender Bezahlung auf der Injured Reserve List platziert werden, bis er sie wieder erfüllen kann. Die Gehälter der Spieler im Practice Squad zählen gegen den Salary Cap.
Ab 2020 wurde mit der Aufnahme von Spielern mit mehr als zwei Accrued Seasons für diese eine neue Gehaltskategorie eingeführt. Diese Spieler haben Mindest- und Höchstgehälter, die sie von den Teams erhalten. Diese betragen pro Woche:
| Saison | Minimum | Maximum |
| ------ | ------- | ------- |
| 2020   | $12.000 | $12.000 |
| 2021   | $14.000 | $14.000 |
| 2022   | $15.400 | $19.900 |
| 2023   | $16.100 | $20.600 |
| 2024   | $16.800 | $21.300 |
| 2025   | $17.500 | $22.000 |
| 2026   | $18.350 | $22.850 |
| 2027   | $19.200 | $23.700 |
| 2028   | $20.050 | $24.550 |
| 2029   | $20.900 | $25.400 |
| 2030   | $21.750 | $26.250 |

### CFL
Die Canadian Football League führte 1987 Practice Roster ein mit einer Anfangsgröße von sieben Spielern. 2012 wollte die Liga die Größe auf zehn Spieler anheben, der Vorschlag wurde jedoch von der Spielergewerkschaft abgelehnt. Ein Jahr später wurde der Vorschlag bewilligt. Spieler auf dem Practice Roster dürfen jederzeit in den Hauptkader eines anderen Teams wechseln. Um in den Practice Roster eines anderen Teams aufgenommen zu werden, muss ein Spieler zuvor entlassen worden sein. In der CFL sind alle Spieler jederzeit berechtigt, in den Practice Roster aufgenommen zu werden. Mindestens ein Platz muss an einen einheimischen Spieler vergeben werden, ab sieben Spielern müssen zwei Plätze an einheimische Spieler vergeben werden. 30 Tage, nachdem die NFL-Teams ihre Kader auf 53 Spieler verkleinert haben, dürfen die CFL-Mannschaften fünf extra Practice-Roster-Plätze vergeben. Seit 2015 dürfen die Teams den Beginn der 30-tägigen Periode, in denen sie ihren Practice Roster um fünf Plätze aufstocken dürfen, frei wählen. Die Bezahlung von Practice-Roster-Mitgliedern erfolgt wöchentlich. In der CFL wurde bis 2013 ein Mindestgehalt von 500 Dollar pro Woche gezahlt. Seit 2014 beträgt das Mindestgehalt 750 Dollar die Woche. Der Mindestverdienst liegt damit deutlich unter dem Gehalt aktiver Spieler, die ein Gehalt von mindestens 2.888,89 Dollar pro Spiel erhalten. Spieler bekommen zudem Wohnraum gestellt. Das Gehalt zählt mit Ausnahme der fünf zusätzlichen Spieler gegen das Salary Management System.

### Weitere
In der European League of Football besteht der Practice Squad aus zwölf Spielern. Bis 2022 waren es zehn Spieler.
In der Women’s Professional Football League gab es einen zehn Spielerinnen umfassenden und in der National Women’s Football League einen 22 Frauen umfassenden Practice Squad.
In der XFL 2020 gab es ein als Team 9 bezeichneten Practice Squad. Dieser bestand aus 40 Spielern, die allen acht Teams der Liga zur Verfügung standen. Nach dem fünften Spieltag, der Hälfte der Saison, wären allen Spieler ein Team zugewiesen worden, und neue 40 Spieler wären aufgenommen worden. Vor Eintritt dieses Szenarios wurde die Liga jedoch aufgelöst. Bis zum zweiten Spieltag waren die Teams der XFL nur ermutigt, Ersatzspieler aus dem Team 9 zu holen, nach dem zweiten Spieltag waren sie dazu verpflichtet. Team 9 beinhaltete keine Spezialisten wie Kicker, Punter oder Long Snapper.

## Eishockey

### NWHL
Da die NWHL als einzige Profiliga der Frauen im Gegensatz zur National Hockey League keine unterklassigen Ligen hat, kann sie nicht auf Farm Teams zurückgreifen. Um trotzdem Nachwuchsspieler zu fördern, führte sie mit ihrer Gründung 2015 Practice Squads ein, die pro Team vier Spielerinnen umfassen. Seit 2016 sind sechs Plätze vorhanden. Fällt eine Spielerin aus, so kann eine Practice-Squad-Spielerin eingesetzt werden. Für den Practice Squad gelten die gleichen Regeln wie für alle anderen Spielerinnen. Sie müssen mindestens vier Jahre das College besucht und dabei Eishockey gespielt haben. Practice-Squad-Mitglieder erhalten in der NWHL kein Grundgehalt, sondern werden nur für die Spiele, in denen sie auflaufen, bezahlt. Die Gehälter der Spielerinnen im Practice Squad zählen nicht gegen den Salary Cap.

### ACHA
In der American Collegiate Hockey Association gibt es einen sechs Spieler umfassenden Practice Squad. Die Spieler im Practice Squad können beliebig oft zum Game Squad hin- und wegwechseln.